# 大无花果鹦鹉
大無花果鸚鵡（学名：Psittaculirostris desmarestii）又名德氏果鸚鵡或德氏無花果鸚鵡，是分布於新幾內亞西北部、南部、西南部及西北部外海幾座島嶼的一種中型鸚鵡，生活於低海拔森林或開闊林地。

## 特徵
全長約 18 至 20 公分，體重 108 至 126 公克。大部分體羽帶綠色調，腹部羽色較淡。頭頂呈橙色或橘紅色，胸脅部分有青色橫帶，在該橫帶下方兩側還各有一條較短的酒紅色橫帶；再下方接近雙翼的邊緣有些微的青藍色羽毛。初級飛羽黑色，帶有藍綠色邊；飛羽內側有紅色斑點。虹膜深褐色；眼先水藍色。喙呈鉛灰色。腳趾灰色。

### 亞種
- 大無花果鸚鵡指名亚种（学名： （Desmarest, 1826））

分布於多貝拉伊半島。頸部綠色；頰羽黃綠色。
- 大無花果鸚鵡米蘇爾島亚种（学名： （Wallace, 1864）[6]）

分布於米蘇爾島。頸部綠色；頰羽橙色。
- 大無花果鸚鵡西部亚种（学名： （Salvadori, 1876）[7]）

分布於多貝拉伊半島、薩拉瓦蒂島及巴丹塔島。羽色較鮮豔；頸部綠色；頰羽鮮黃色。
- 大無花果鸚鵡東南亚种（学名： （Salvadori & Albertis, 1876[8]））

分布於弗萊河附近。頸部藍色或藍綠色；頰羽橘黃色。
- 大無花果鸚鵡中型亚种（学名： （Oort, 1909））

分布於 Bomberai 半島。
- 大無花果鸚鵡南部亚种（学名： （Ogilvie-Grant, 1911[9]））

分布於巴布亞省南部至弗萊河流域一帶。

### 叫聲
聲音清脆響亮，叫聲為連續的「chet~chet」。

## 延伸閱讀
- N. J. Collar. Josep del Hoyo, Andrew Elliott, Jordi Sargatal , 编. . Lynx Edicions. 1997: p.369. ISBN 978-84-87334-22-1.